# Samuel Groth
Samuel Groth   o más conocido como Sam Groth (nacido el 19 de octubre de 1987) es un extenista profesional australiano que ocupó el puesto n.º 53 del ranking ATP en agosto de 2015. El 12 de mayo del año 2012 estableció un nuevo récord de velocidad en el servicio, al sacar a 263 km/h, superando el récord anterior que pertenecía a Ivo Karlović de 251 km/h.

## Carrera
Su ranking individual más alto fue el n.º 53  alcanzado el 10 de agosto de 2015, mientras que en dobles logró el puesto N.º 24 el 2 de febrero de 2015.
Ha logrado hasta el momento 17 títulos en la categoría ATP Challenger Series. Uno de ellos fue en la modalidad de individuales y los dieciséis restantes fueron ganados en la modalidad de dobles.
Groth fue finalista en el 2005 del Campeonato de Wimbledon modalidad doble juniors, perdiendo en la final ante Jesse Levine y Michael Shabaz.
Tiene el récord del servicio más rápido (232 km/h) del Abierto de Australia. Lo hizo en la edición del 2009. Perdió en la calificación para Wimbledon 2009 ante Jesse Levine por 4-6, 7-6, 5-7.

### 2014
En 2014, recibió una invitación para participar en el cuadro principal del Brisbane International, donde hizo cuartos de final. Esta es su primera aparición en cuartos de final a nivel ATP World Tour.
El 8 de enero, Groth recibió una wild card para el Abierto de Australia 2014, pero perdió en la primera ronda ante el canadiense Vasek Pospisil en sets corridos.
En febrero de 2014, ganó el Challenger of Dallas 2014 en modalidad de dobles junto a su compatriota Chris Guccione como pareja. Derrotaron en la final a Ryan Harrison y Mark Knowles.
En marzo de 2014 Samuel Groth logró su primer título ATP Challenger Tour de la modalidad de individuales. Ganó el Challenger de Rimouski 2014. Groth, que había caído en sus tres finales previas, derrotó al croata Ante Pavić por 7-6(3), 6-2 en el partido por el título. La semana pasada, el gran sacador australiano se clasificó para el cuadro final de un ATP World Tour Masters 1000 por primera vez, en Indian Wells. A finales de marzo y para completar un mes muy productivo disputa el Challenger de León 2014 en México y llega hasta la final en individuales perdiendo ante Rajeev Ram y es campeón de dobles junto a su compatriota Chris Guccione derrotando en la final a la pareja neozelandesa Marcus Daniell y Artem Sitak. Posteriormente y nuevamente junto a Guccione como pareja obtienen otro título al quedarse con el Challenger de Shenzhen 2014 derrotando esta vez a la pareja alemana Dominik Meffert y Tim Puetz en la final por 6-3 y 7-65. Pero continuó con su racha triunfal y en dos semanas consecutivas obtuvo 2 títulos más junto a Guccione derrotando a la misma pareja en la final las dos veces Austin Krajicek/John-Patrick Smith para ganar el Challenger de Taipéi y el Challenger de Gimcheon.
Junto a su compatriota Chris Guccione ganó su primer título ATP World Tour, al imponerse en la final del dobles del Torneo de Bogotá 2014. Vencieron a los locales Nicolás Barrientos y Juan Sebastian Cabal por 7-6(5), 6-7(3), 11-9. Los australianos, terceros favoritos, metieron ocho aces, ganaron el 77 por ciento de los puntos con su primer servicio y salvaron las seis chances de quiebre que enfrentaron en el duelo de una hora y 48 minutos.
En el mes de agosto llegó a su primera final de un torneo ATP World Tour 500 pero su resultado fue derrota. Disputó el Torneo de Washington junto a Leander Paes como pareja y cayeron derrotados en la final ante la pareja formada por el holandés Jean-Julien Rojer y el rumano Horia Tecău por 5-7, 4-6.

### Récord
El 12 de mayo del año 2012 durante un partido que enfrentaba al bielorruso Uladzimir Ignatik, correspondiente al Challenger de Busan en Corea del Sur, Samuel Groth estableció un nuevo récord de velocidad en el servicio, al sacar a 263 km/h aproximadamente, superando el récord anterior que pertenecía a Ivo Karlović de 251 km/h.

### Retiro
Taylor Fritz, uno de los tenistas que forman parte de la denominada ‘Nueva Generación’, fue el encargado de ponerle punto final a la carrera deportiva de Sam Groth, quien decidió retirarse este 2018 en su país natal. El norteamericano de 20 años derrotó 4-6 6-3 7-6(3) en la primera ronda de la fase de clasificación del primer Grand Slam del año al jugador australiano nacido el 19 de octubre de 1987 en Narrandera.
“Llevaba pensando en ello desde Wimbledon, estoy cansado de la vida en el circuito ATP y en el torneo de Newport me vi jugando en la pista central contra Isner y pensando que no quería estar ahí. Estar siempre lejos de casa es difícil”, declaró el jugador en octubre cuando anunció el fin de su carrera deportiva como tenista. Lo cierto es que Samuel Groth se retira de la práctica activa del tenis. Y lo hace sin haber conquistado ningún título ATP en singles, pero sí dos en dobles (Bogotá 2014 y Newport 2016) en ambos casos con su compañero Chris Guccione como pareja. Y lo hace siendo el hombre que consiguió el saque más potente de la historia, alcanzando los 263 km/h en el Challenger de Busan. De todas formas, este récord aún no está homologado.
El 10 de agosto del 2015 este jugador que reside en Melbourne alcanzó su mejor ranking en singles, al llegar al puesto 53 del escalafón mundial; finaliza su carrera con un récord de 38 victorias y 62 derrotas. En dobles, en cambio, tuvo una actuación mucho más destacada; llegó a ubicarse en el puesto 24 del ranking, ganó dos títulos y culmina con un récord positivo: 66 victorias y 58 derrotas.
La particularidad que tiene su retiro es que lo hará para poder jugar al fútbol australiano, deporte que ya jugó en el 2011 cuando decidió tomarse un descanso del tenis. Su amigo Brent Harvey, quien tiene récord de asistencias en la AFL con 432) fue quien le pidió que jugara con el North Heidelberg esta temporada. “Harvey me preguntó si planeo jugar el próximo año, pero tengo que refinar un poco. Sobre todo mi fútbol deja algo que desear. Dijo que podía enseñarme y que podría mejorar en poco tiempo”, declaró Groth.

## Títulos ATP (2; 0+2)

### Dobles (2)
| Leyenda                         |
| Grand Slam (0)                  |
| ATP Wourld Tour Finals (0)      |
| ATP Masters 1000 World Tour (0) |
| ATP World Tour 500 series (0)   |
| ATP World Tour 250 series (2)   |

| N.º | Fecha               | Torneo  | Superficie | Compañero      | Oponentes en la final                   | Resultado              |
| --- | ------------------- | ------- | ---------- | -------------- | --------------------------------------- | ---------------------- |
| 1.  | 20 de julio de 2014 | Bogotá  | Dura       | Chris Guccione | Nicolás Barrientos Juan Sebastián Cabal | 7-6(5), 6-7(3), [11-9] |
| 2.  | 16 de julio de 2016 | Newport | Hierba     | Chris Guccione | Jonathan Marray Adil Shamasdin          | 6-4, 6-3               |

#### Finalista (2)
| N.º | Fecha                    | Torneo     | Superficie | Compañero      | Oponentes en la final         | Resultado   |
| --- | ------------------------ | ---------- | ---------- | -------------- | ----------------------------- | ----------- |
| 1.  | 3 de agosto de 2014      | Washington | Dura       | Leander Paes   | Jean-Julien Rojer Horia Tecău | 5-7, 4-6    |
| 2.  | 28 de septiembre de 2014 | Shenzhen   | Dura       | Chris Guccione | Jean-Julien Rojer Horia Tecău | 4-6, 6-7(4) |

## Títulos Challenger; 16 (1 + 15)
| Leyenda               | Individuales | Dobles |
| --------------------- | ------------ | ------ |
| ATP Challenger Series | 1            | 15     |

### Individuales
| N.º | Fecha      | Torneo                 | Superficie | Oponentes en la final | Resultado |
| --- | ---------- | ---------------------- | ---------- | --------------------- | --------- |
| 1.  | 24.03.2014 | Challenger de Rimouski | Dura       | Ante Pavić            | 7-63, 6-2 |

### Dobles
| N.º | Fecha      | Torneo                         | Superficie | Compañero          | Oponentes en la final              | Resultado              |
| --- | ---------- | ------------------------------ | ---------- | ------------------ | ---------------------------------- | ---------------------- |
| 1.  | 09.12.2007 | Challenger de Burnie (1)       | Dura       | Joseph Sirianni    | Nima Roshan Jose Statham           | 6-3, 1-6, [10-4]       |
| 2.  | 17.05.2008 | Challenger de Nueva Delhi      | Dura       | Colin Ebelthite    | Mohammad Ghareeb Illya Marchenko   | 2-6, 7-6(5), [10-8]    |
| 3.  | 08.08.2009 | Challenger de Campos do Jordão | Dura       | Josh Goodall       | Rogério Dutra da Silva Júlio Silva | 7-6(4), 6-3            |
| 4.  | 07.02.2010 | Challenger de Burnie (2)       | Dura       | Matthew Ebden      | James Lemke Dane Propoggia         | 6(8)-7, 7-6(4), [10-8] |
| 5.  | 13.02.2011 | Challenger de Caloundra        | Dura       | Matthew Ebden      | Pavol Cervenak Ivo Klec            | 6-3, 3-6, [10-1]       |
| 6.  | 07.01.2013 | Challenger de Numea            | Dura       | Toshihide Matsui   | Artem Sitak Jose Rubin Statham     | 7-6(6), 1-6 [10-4]     |
| 7.  | 10.02.2013 | Challenger de Adelaida         | Dura       | Matt Reid          | James Duckworth Greg Jones         | 6-2 6-4                |
| 8.  | 24.03.2013 | Challenger de Rimouski         | Dura       | John-Patrick Smith | Philipp Marx Florin Mergea         | 7–6(5), 7–6(7)         |
| 9.  | 12.05.2013 | Challenger de Kunming          | Dura       | John-Patrick Smith | Go Soeda Yasutaka Uchiyama         | 6–4, 6–1               |
| 10. | 12.05.2013 | Challenger de Knoxville        | Dura       | John-Patrick Smith | Carsten Ball Peter Polansky        | 6-7(6), 6-2, [10-7]    |
| 11. | 08.02.2014 | Challenger de Dallas-1         | Dura (i)   | Chris Guccione     | Ryan Harrison Mark Knowles         | 6-4, 6-2               |
| 12. | 05.04.2014 | Challenger de León             | Dura       | Chris Guccione     | Marcus Daniell Artem Sitak         | 6-3, 6-4               |
| 13. | 26.04.2014 | Challenger de Shenzhen         | Dura       | Chris Guccione     | Dominik Meffert Tim Puetz          | 6-3, 7-65              |
| 14. | 04.05.2014 | Challenger de Taipéi           | Dura       | Chris Guccione     | Austin Krajicek John-Patrick Smith | 6-4, 5-7, 10-8         |
| 15. | 11.05.2014 | Challenger de Gimcheon         | Dura       | Chris Guccione     | Austin Krajicek John-Patrick Smith | 6–75, 7–5, 10–4        |